# موتور صمد طوقي (بمبور الغربي)
موتور صمد طوقي (بالإنجليزية: Mowtowr-e Samad Tuqi)‏ هي منطقة سكنية تقع في إيران في سيستان وبلوتشستان.